# 科西齊
51°50′8″N 24°26′5″E / 51.83556°N 24.43472°E
科西齊（烏克蘭語：Косиці），是烏克蘭的村落，位於該國西部沃倫州，由科韋利區負責管轄，面積0.23平方公里，海拔高度150米，2001年人口11，人口密度每平方公里47.01人。